# Керченський тролейбус
Керченський тролейбус — наймолодша в Україні тролейбусна система, розташована у місті Керч (Автономна Республіка Крим).

## Історія
Проєкт керченського тролейбуса був розроблений у 1977 році. Він передбачав спорудження лінії довжиною 17,9 км від заводу імені Войкова (північна частина Керчі) до заводу «Залив» (мікрорайон «Аршинцево», крайній південь міста) у три етапи. У 1978 році розпочалося будівництво. Його планували завершити у 1980 році, а відкриття приурочити до жовтневих свят. Проте через недофінансування інших нагальних міських соціальних проєктів, як-то відкриття другої лінії керченського водогону, гроші, передбачені на спорудження тролейбусу передали на фінансування цих проєктів. Планувалося, що будівництво відновиться у 1982 році, проте цього не сталося.
У 1989 році проєкт керченського тролейбуса оновили і переглянули, а за два роки «Керчметалургбуд» (рос. «Керчьметаллургстрой») реанімував спорудження депо і підстанції. Планувалося, що спорудження завершиться у 1994 році. Проте у червні 1994 року через брак фінансування (з бюджету АР Крим) будівництво заморозили.
У 1999 році розглядалася можливість продажу недобудованого депо без збереження спеціалізації.
Після відвідин президентом України Леонідом Кучмою Керчі у 2003 році, під час конфлікту щодо острова Тузла, розморозили. 18 серпня 2004 року, з нагоди Дня міста, була відкрита перша черга «Ворошиловське кільце — Гагарінське кільце» довжиною 6,6 км. За 2005—2006 роки тролейбуси Керчі перевезли близько 15 мільйонів пасажирів.
У 2007 році компанія «Консоль» спорудила другу чергу лінії — відрізок «Гагарінське кільце — Завод імені Войкова» довжиною 5,2 км. 16 вересня 2007 року цей відрізок відкрили. З жовтня 2007 року розпочалися роботи з будівництва третьої черги тролейбусної лінії, але через нестачу фінансування, у грудні роботи зупинилися. У квітні 2009 року силами місцевого бюджету роботи було продовжено, але вкрай низькими темпами — до кінця липня було встановлено лише 50% опор. Тоді ж, фінансування значно збільшилося, що дало можливість відкрити третю чергу на День міста, 12 вересня 2009 року. Це лінія до залізничного вокзалу Керчі, яка відгалужується від основного маршруту в районі автовокзалу.

## Маршрут
В Керчі діє єдиний тролейбусний маршрут, який охоплює три кінцеві, що створює незручності для пасажирів: «Ворошиловське кільце — Автовокзал — Завод імені Войкова — Автовокзал — Залізничний вокзал — Автовокзал — Ворошиловське кільце». Вартість проїзду 1 гривня 25 копійок.
З 17 квітня 2013 року вартість проїзду збільшилась до 1 гривні 50 копійок.
28 лютого 2019 року прийнято рішення про припинення експлуатації 10 тролейбусів ЮМЗ Т2 у зв'язку із зносом обладнання та неможливістю подальшого ремонту, на лінії в робочому стані працюють лише 3 тролейбуса ЮМЗ Т2 (№ 012, 014, 015) та 1 ЮМЗ Т2.09 (№ 011).
Перспективи
У найближчому майбутньому, коли поповниться рухомий склад, планується розділення цього маршруту на два: «Залізничний вокзал — Завод імені Войкова» та «Ворошиловське кільце — Завод імені Войкова». В майбутньому планується також продовження лінії від Ворошиловського кільця в мікрорайон Аршинцево. Вокзальну лінію планують продовжити до Керченського аеропорту.

## Рухомий склад
Станом на жовтень 2019 року на балансі підприємства перебуває 21 тролейбус.
| Модель                 | Виробник           | Кількість | Кількість        | Роки початку експлуатації | Бортові номери   | Примітки |
| Модель                 | Виробник           | Всього    | В робочому стані | Роки початку експлуатації | Бортові номери   | Примітки |
| ---------------------- | ------------------ | --------- | ---------------- | ------------------------- | ---------------- | --- |
| ЮМЗ Т2.09              | Україна Південмаш  | 11        | 1                | 2004                      | 001—011          | 10 тролейбусів, що до цього випробовувалися на міжміській тролейбусній лініі Сімферополь — Алушта — Ялта (№№ 001—010), 1 тролейбус надійшов у 2007 році (№ 011). ЮМЗ Т2 (№ 011) єдиний в робочому стані. |
| ЮМЗ Т2                 | Україна, Південмаш | 3         | 3                | 2008                      | 012, 014, 015    | |
| ВМЗ-5298.01 «Авангард» | Росія              | 7         | 7                | 2019                      | 016—018, 021—024 | До 02.03.2019 року № 016—018 експлуатувалися у Ялті (№ 6350—6352). У серпні 2019 року надійшли № 021—024.                                                                                                |
|                        | Всього:            | 21        | 11               |                           |                  | |

Депо Керченського тролейбуса розташоване поблизу зупинки «Ворошиловське кільце» за адресою: м. Керч, шосе Героїв Сталінграда, 21.